# 绿心街道
绿心街道，原为肖坝街道，是中华人民共和国四川省乐山市市中区下辖的一个乡镇级行政单位。2019年12月，撤销肖坝街道，设立绿心街道，将原肖坝街道和通江街道长征社区、道座庙社区及水口镇罗李坝村、张徐坝村所属行政区域划归绿心街道管辖。

## 行政区划
绿心街道下辖以下地区：
肖坝社区、共和社区、大田社区、青江社区、石龙社区和竹公溪社区。